# Sinularia ovispiculata
Sinularia ovispiculata is een zachte koraalsoort uit de familie Alcyoniidae. De koraalsoort komt uit het geslacht Sinularia. Sinularia ovispiculata werd in 1970 voor het eerst wetenschappelijk beschreven door Tixier-Durivault. 